# Chiesa di San Nicola (Strasburgo)
La chiesa di San Nicola (in francese: Église Saint-Nicolas; in tedesco: Nikolaikirche), è una chiesa protestante del centro storico di Strasburgo, dedicata a san Nicola di Mira.  Si trova in quai Saint-Nicolas, sulle rive dell'Ill. È monumento storico di Francia dal 1995.

## Storia
Fondata nel 1182, la chiesa di San Nicola giace in parte sulle mura di una fortezza tardo-antica.
Ricostruita nel 1381, fu ingrandita nel 1454.  L'arco trionfale porta la data del 1577.  La facciata, invece, è moderna e risale al 1905.
Della primitiva chiesa romanica sussistono solo alcuni elementi decorativi riutilizzati nel campanile.
All'interno, si conservano resti di pitture murali e numerose pietre tombali, come pure un pulpito del XVII secolo, descritto a suo tempo da Albert Schweitzer, che fu pastore in questa chiesa.
La chiesa è animata dal 1993 da una comunità carismatica affiliata alla Chiesa della Confessione d'Augusta.

## Organi a canne
L'organo dei fratelli Gottfried e Andreas Silbermann, risalente all'anno 1707, venne completamente e irrecuperabilmente smantellato nell'anno 1967, nonostante godesse della fama di eccellente strumento ancora nel XX secolo e avesse subito diversi interventi di restauro dopo la prima guerra mondiale.
Dal 1972 un piccolo organo positivo della metà del XIX secolo è usato (peraltro molto raramente) per il culto.

## Galleria d'immagini

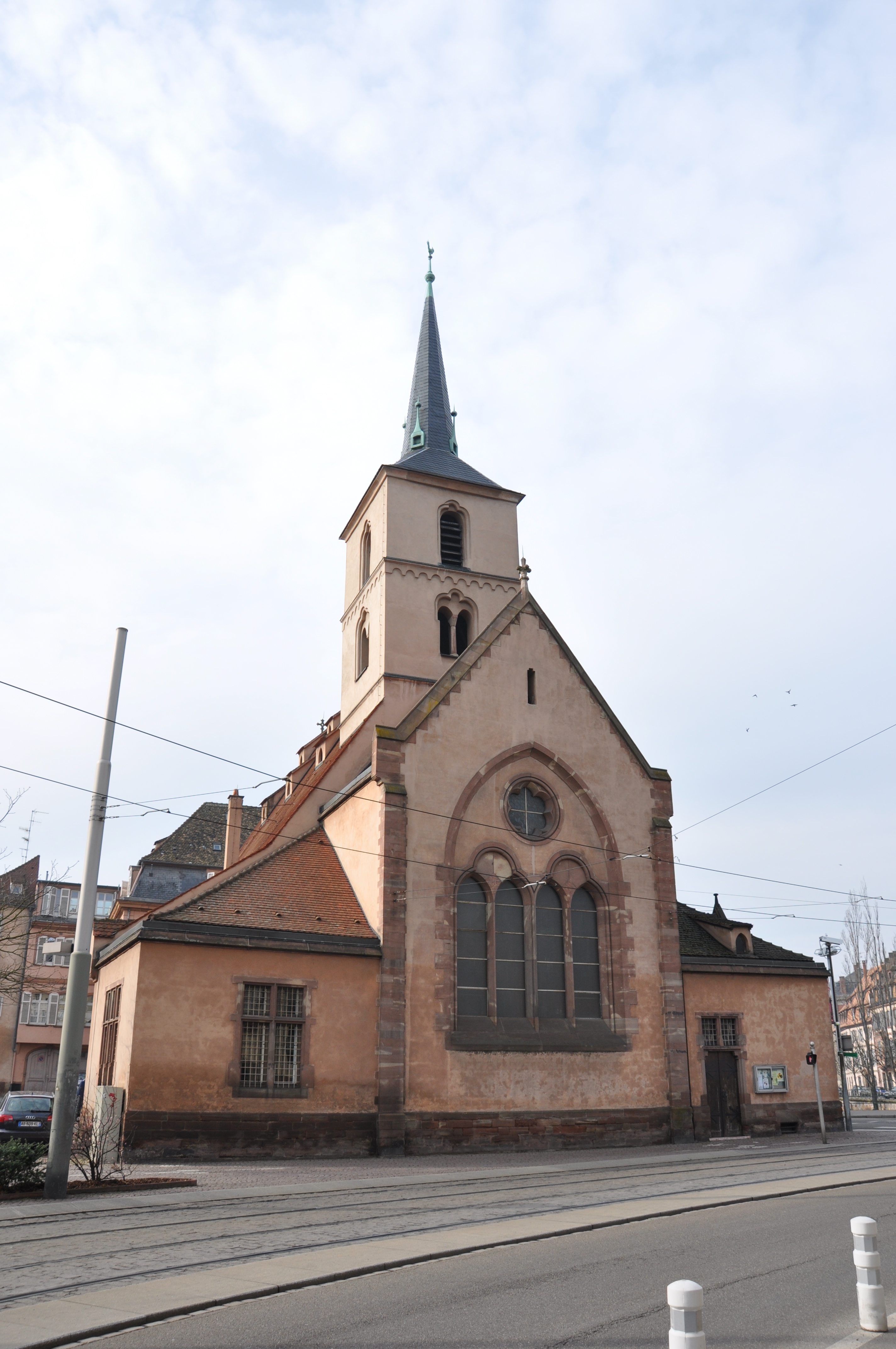
La facciata
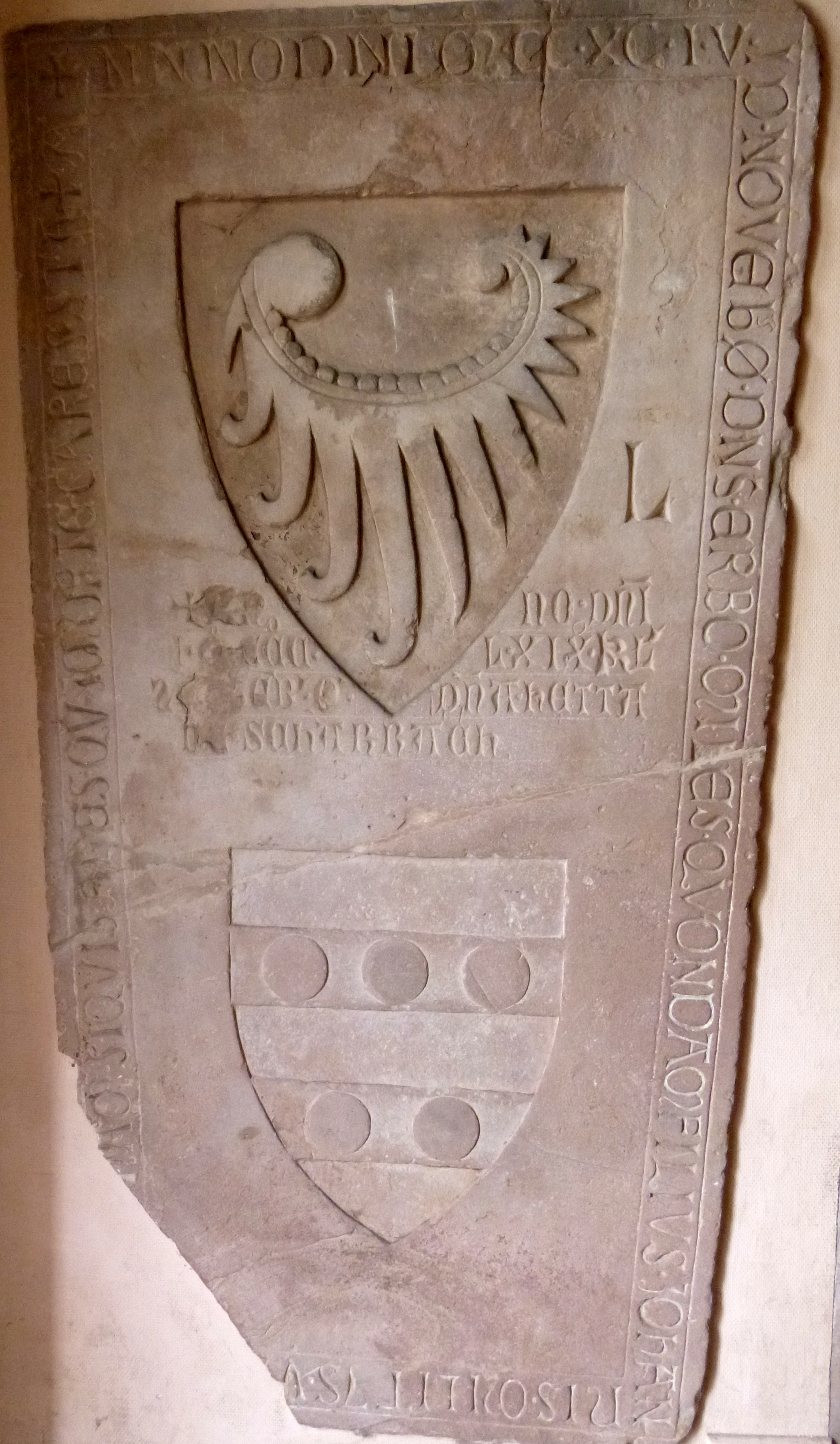
Lastra tombale
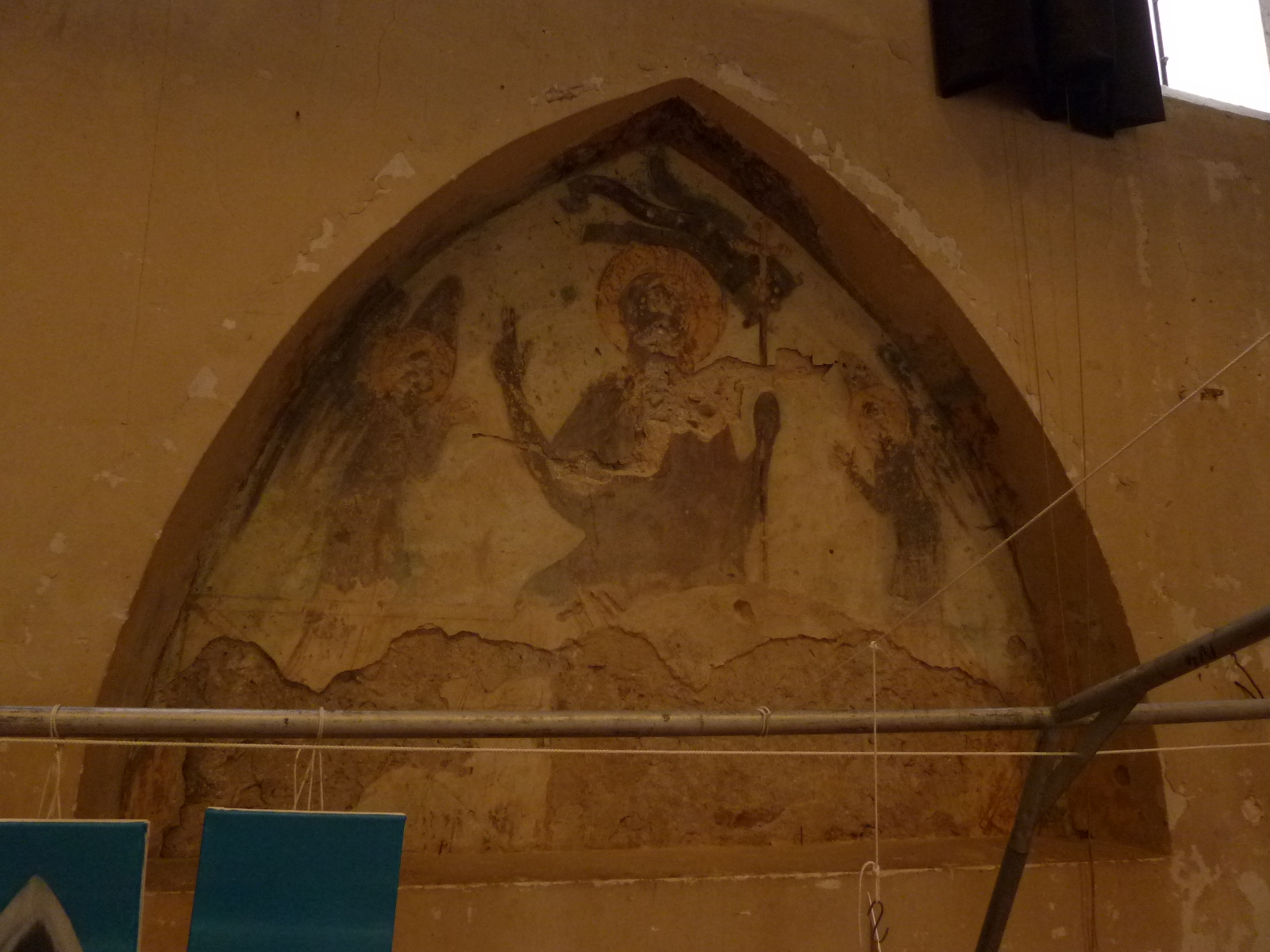
Lacerti di affresco con la risurrezione di Cristo